# Калпокас, Дональд
Дональд Масике Вануа Калпокас (англ. Donald Masike'Vanua Kalpokas; 23 августа 1943 — 20 марта 2019) — премьер-министр Вануату, политик, дипломат.

## Ранние годы жизни
Родился 23 августа 1943 года на острове Лелепа, Новые Гебриды. Получив среднее образование в школе Онесуа на острове Эфате и школе короля Георга VI в Хониаре, поступил в преподавательский колледж в Окленде. В 1971—1974 годах обучался в Южнотихоокеанском университете в Суве. В период с 1968 по 1976 года занимался по поручению Британской национальной службы преподавательской деятельностью, в 1975—1976 годах преподавал в британской средней школе. Впоследствии Калпокас стал основателем и первым президентом Ассоциации преподавателей, а также Культурной ассоциации Новых Гебрид.

## Политическая деятельность
В 1975 году Калпокас впервые был избран в первую Палату представителей. В 1978—1979, 1979—1983 годах занимал пост министра образования в правительстве национального единства и затем в правительстве Уолтера Лини.
Вместе с Уолтером Лини основал партию Вануаку, выступавшую за предоставление независимости англо-французскому кондоминиуму Новые Гебриды, проведение социалистической политики и поддержку преимущественно англоязычного населения Вануату. В 1983 году Калпокас стал министром иностранных дел страны, ставшей независимой в 1980 году, однако спустя несколько месяцев ушёл в отставку. В 1987 году вновь был назначен министром иностранных дел, оставаясь на этом посту в течение четырёх лет.
6 сентября 1991 года Калпокас и ещё несколько членов партии Вануаку добились вынесения вотума недоверия премьер-министру Уолтеру Лини. После этого Калпокас занял пост премьер-министра страны, оставаясь им до новых парламентских выборов, на которых победу одержал Союз умеренных партий.
В марте 1998 года, после парламентских выборов, оказавшихся удачными для партии Вануаку и Национальной объединённой партии во главе с Лини, обе партии сформировали коалиционное правительство, в котором Калпокас 30 марта 1998 года занял посты премьер-министра и министра иностранных дел Вануату. Однако спустя всего несколько месяцев коалиция развалилась, и Калпокас сформировал новую коалицию уже с Союзом умеренных партий. Среди основных достижений его правительства стали приватизация аэропортов и введение налога на добавленную стоимость в 12,5 %. В ноябре 1999 года, перед угрозой вынесения вотума недоверия, Калпокас ушёл с поста премьер-министра.
В 2001 году он также покинул пост лидера партии Вануаку. В августе 2004 года претендовал на место премьер-министра, получив в первом круге голосования 26 голосов, однако впоследствии не смог заручиться необходимой поддержкой. В ноябре 2007 года Калпокас был назначен постоянным представителем Вануату в ООН, а также послом страны в США.

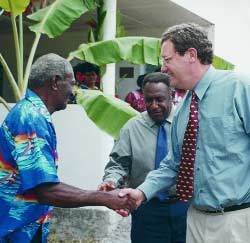
Слева направо: вождь Имере Питер Пойлапа, Калпокас и Александр Даунер

Умер 20 марта 2019 года в возрасте 75 лет.